# Hrvatski pomorski muzej u Splitu
Hrvatski pomorski muzej u Splitu (HPMS) osnovan je 1997. godine; sljednik je Pomorskog muzeja utemeljenog 1925. godine. Nalazi se u tvrđavi Gripe, fortifikacijskom objektu izgrađenom u 17. stoljeću.
Muzej se nastavlja na tradiciju prethodnog pomorskog muzeja i vojno-pomorskog muzeja, a istražuje, prikuplja, čuva i prezentira materijalnu i nematerijalnu pomorsku baštinu hrvatske obale Jadrana, od prapovijesti do danas. U dvorištu muzeja nalazi se pramac parobroda Bakar i gajeta Perina, izrađena 1857. godine. U stalnom postavu muzeja izloženi su artefakti od antičkih vremena do suvremenog doba.

## Vanjske poveznice
- Službene stranice muzeja
- Hrvatski pomorski muzej Split Hrvatska tehnička enciklopedija, portal hrvatske tehničke baštine. LZMK